# Ghadīr Şāberī
Ghadīr Şāberī (persiska: غدیر صابری, Ghadīr) är en ort i Iran.   Den ligger i provinsen Hormozgan, i den södra delen av landet, 1 000 km söder om huvudstaden Teheran. Ghadīr Şāberī ligger 84 meter över havet och antalet invånare är 128.
Terrängen runt Ghadīr Şāberī är varierad. Runt Ghadīr Şāberī är det glesbefolkat, med 11 invånare per kvadratkilometer. Närmaste större samhälle är Garīsheh, 14,6 km väster om Ghadīr Şāberī. Trakten runt Ghadīr Şāberī är ofruktbar med lite eller ingen växtlighet.